# МГ2
МГ2 — мотовоз, изготавливавшийся по заказу СССР австрийской фирмой Jenbacher Werke в 1957—1958 годах.
Первые тепловозы этой серии поставлялись в СССР в 1957—1958 году. Кроме того, с 1958 по 1966 год было произведено 65 мотовозов для Австрии (серия 2062). Также мотовозы экспортировались в Югославию, Италию, Люксембург. 
Дизельный двигатель восьмицилиндровый двухтактный мощностью 400 л. с.
Запуск дизеля осуществляется электростартером от аккумуляторной батареи с напряжением 24 в и ёмкостью 200 ампер-часов. Тяговая передача L24V фирмы Voith AG.